# East New Market
East New Market is een plaats (town) in de Amerikaanse staat Maryland, en valt bestuurlijk gezien onder Dorchester County.

## Demografie
Bij de volkstelling in 2000 werd het aantal inwoners vastgesteld op 167.
In 2006 is het aantal inwoners door het United States Census Bureau geschat op 245, een stijging van 78 (46,7%).

## Geografie
Volgens het United States Census Bureau beslaat de plaats een oppervlakte van
0,6 km², geheel bestaande uit land. East New Market ligt op ongeveer 8 m boven zeeniveau.

## Plaatsen in de nabije omgeving
De onderstaande figuur toont nabijgelegen plaatsen in een straal van 16 km rond East New Market.